# 鹿田智嵩
鹿田 智嵩（しかだ ともかさ）は、青森県にある街歩きガイドグループ「弘前路地裏探偵団」の団長。同団体は2011年に「2011あおもり観光オブザイヤー」を受賞している。
また、青森朝日放送で放送されていた『路地裏探偵団がゆく!』にも出演していた。